# Hippolyte André Jean Baptiste Chélard
Hippolyte André Jean Baptiste Chélard (París, 1789 - Weimar, 1861), fou un compositor, violista i director francès de l'era del Classicisme.
Tingué per mestres a Fétis, Zingarelli i Paisiello, el 1811 aconseguí el gran Prix de Rome per la seva cantata Ariane. Retornà a París, on poc després presentà, una òpera còmica titulada La casa da vendere, que aconseguí un acollida molt freda. No tingué millor fortuna amb la seva òpera seriosa Macbeth (1827), pel què, ferit en el seu amor propi, la reformà completament i l'envià a Múnic, on es cantà amb gran èxit, al que hi contribuí molt el que s'encarregués de la protagonista la cèlebre Schröder-Devrient.
El 1828 fou nomenat mestre de la capella del rei de Baviera, i l'any següent passà a París amb l'objectiu de presentar la seva òpera La table et le logement, que tampoc agradà, però refosa i representada després a Múnic amb el títol de L'Estudiant, fou un altre gran èxit per al seu autor. El 2832 i 1833 fou director de l'Òpera Alemanya de Londres, i com que no havia pogut sostenir el ritme de vida de Múnic, en acabar aquell contracte lluità amb no pocs obstacles, fins que el 1836 fou nomenat mestre de capella del gran duc de Weimar, sent substituït set anys després per Liszt, el qual el va voler retenir com el seu segon mestre, però l'activitat de l'il·lustre pianista li absorbia tot el temps i Chélard, convençut de que la competència era impossible, es traslladà a París.
A més de les òperes citades, se li deu: Die Herrmannsschlacht, considerada com la seva millor obra; Die Seckaditten, Scheibentoni i Le aquile romane, obra pòstuma estrenada a Milà el 1864. A més, és autor d'una Missa solemne i d'un Cant Grec.